# پرومازین
پرومازین (به انگلیسی: Promazine) دارویی است که برای درمان اختلالات روانی و هیجانی، استفراغ و تقویت اثر داروهای ضد درد استفاده می‌شود.

## ملاحظات
مصرف این دارو در مواردی همچون اغمای ناشی از الکل، تصلیب شرائین، ضایعات کرونر، باربیتوریک و ترکیبات افیونی ممنوع می‌باشد.

## عوارض جانبی
از جمله عوارض جانبی آن خواب‌آلودگی و فشار خون می‌باشد.